# Байбулак
Байбула́к (каз. Байбұлақ) — село у складі Талгарського району Алматинської області Казахстану. Входить до складу Алатауського сільського округу.
Населення — 560 осіб (2021; 502 у 2009, 415 у 1999, 371 у 1989).